# پنهان (فیلم ۱۳۸۹)
پنهان فیلمی به کارگردانی مهدی رحمانی و نویسندگی مهدی رحمانی، مهدی شیرزاد ساختهٔ سال ۱۳۸۹ است.

## خلاصه داستان
شهرمان آن قدر بزرگ شده که این همه بزرگراه هم، از پس نزدیک کردن راه هایش برنیامده اند. به آخر هر کدام از این راه ها که می رسیم دیگر دغدغه های روزمره را هم فراموش کرده ایم. کم کم یادمان می رود که چطور دردهای پنهان را بفهمیم، قبل از آن که...

## بازیگران
- فریبرز عرب‌نیا
- آناهیتا نعمتی
- بابک حمیدیان
- فتانه ملک‌محمدی
- مهرداد صدیقیان
- آناهیتا افشار
- رایا نصیری